# 송 공공
송 공공(宋共公, ? ~ 기원전 576년)은 중국 춘추 시대의 인물로, 제25대 송공이다. 성은 자(子), 휘는 하(瑕)이다.
24대 송공 송 문공의 아들이다.
공공 13년(기원전 576년), 공공은 죽었다. 태자 비(肥)는 그해에 사마 당산에게 살해당해, 공공의 작은아들 성(후의 송 평공)이 뒤를 이었다.

## 가계
- 송 문공
  - 송 공공
    - 태자 비
    - 송 평공